# Cratere Nasireddin
Nasireddin è un cratere lunare da impatto che giace nella parte meridionale del lato visibile della Luna. Questo cratere ricopre due formazioni più antiche, inserendosi nel cratere Miller a nord e nel cratere Huggins ad ovest. Ad est di questo cratere si trova il cratere Stöfler, molto più largo.
Questo cratere è più giovane dei crateri che ricopre, in particolare del logorato cratere Huggins. Inoltre ha un muro interno terrazzato e un aspro bordo a sud e a est dove il muro interno è curvato. Il fondo è relativamente piano, ma scabro. Ci sono pochi picchi centrali vicino al punto di mezzo della parte interiore, e alcuni piccolissimi crateri che segnano la superficie. 
Prende il nome dall'astronomo e matematico persiano Nasir al-Din al-Tusi.

## Crateri satelliti
Per convenzione questi piccoli crateri sono identificati sulle mappe lunai mettendo una lettera sul lato del cratere più vicino al cratere Nasireddin.
| Nasireddin | Latitudine | Longitudine | Diametro |
| ---------- | ---------- | ----------- | -------- |
| B          | 39.4° S    | 1.1° W      | 9 km     |